# Kapitalflucht
Als Kapitalflucht (englisch capital flight) wird in der Wirtschaft der Kapitalexport von Kapitalvermögen in das Ausland wegen politischer und/oder wirtschaftlicher Risiken im Inland bezeichnet.

## Allgemeines
Der Kapitaltransfer beruht deshalb bei der Kapitalflucht nicht primär auf Renditeüberlegungen oder Spekulation, sondern auf Sicherheitsmotiven. Nicht zur Kapitalflucht gehören ferner normale Kapitalbewegungen wie etwa ausländische Direktinvestitionen. Genau dies erschwert die Abgrenzung der Kapitalflucht von üblichen Kapitalexporten. Kapitalflucht setzt Kapitalverkehrsfreiheit und Kapitalmobilität voraus.
Als Kapitalvermögen dienen die verschiedenen Formen wie Geld, Edelmetalle, Immobilien, Wertpapiere, Sachwerte oder sonstiges Vermögen.

## Ursachen
Als Hauptursachen werden angeführt:
- Allgemeine politische Unsicherheit und fehlendes Vertrauen in die Wirtschaftspolitik (drohende Enteignung/Verstaatlichung, drohendes Moratorium, drohender Transferstopp).
- Besteuerung (drohende Besteuerung oder Steuererhöhung, hohe Steuerlast). Dann ist Kapitalflucht gleichzeitig als Form der Steuerabwehr eine Steuerflucht, wenn ein Steuergefälle durch Hochsteuerland und Niedrigsteuerland (Steueroase) besteht.
- Einschränkung der Konvertibilität der Inlandswährung (Devisenbewirtschaftung, Exportverbote, Kapitalverkehrskontrollen).
- Erwartete oder fortschreitende Inflation (Hyperinflation) der Inlandswährung oder deren drohende Abwertung.
- Kriminelle Aktivitäten wie Geldwäsche oder Hawala. Sie können eine Kapitalflucht verschleiern oder fördern.

Zur Kapitalflucht gehört auch, wenn Exporteure ihre Exporterlöse nicht mehr ins Inland transferieren, sondern im Ausland belassen. Ziel der Kapitalflucht sind Hartwährungsländer wie die Schweiz oder Länder ohne besondere Kapitalverkehrskontrollen, Herkunftsländer sind überwiegend Weichwährungsländer.
Auch Standortfaktoren können zur Kapitalflucht beitragen. Dazu gehören beispielsweise die Verkehrsinfrastruktur, die Kommunikationsinfrastruktur, das Rechtssystem, das Währungssystem, das Bankensystem, die Nachfrage potentieller Käufer von Waren (Wachstumsmarkt, Zukunftsmarkt), Preisniveau, Zinsniveau, Arbeitskosten oder die Qualifikation der Arbeitskräfte. Auch der internationale Steuerwettbewerb kann Motiv für eine Kapitalflucht sein.

## Geschichte
Die hohen Reparationszahlungen Deutschlands nach dem Ersten Weltkrieg konnten durch Exportüberschüsse nicht finanziert werden. Zudem war der deutsche Kapitalmarkt durch die Hyperinflation „nicht in der Lage, die Mittel bereitzustellen, die für die Investitionen in der Industrie und die Modernisierung der Infrastruktur benötigt wurden.“ Nach der Währungsreform 1923 besaß Deutschland eine stabile Währung, bot ein hohes Zinsniveau und Wirtschaftswachstum, so dass ausländische Kreditgeber sichere Zinsgewinne erwarteten konnten. Ab 1929 schürten unterschiedliche Ereignisse ausländische und deutsche Anleger die Erwartung, dass Deutschland auf einen wirtschaftlichen Zusammenbruch zusteuerte. Die Weltwirtschaftskrise ab Oktober 1929 hatte sich „entgegen vieler Prognosen nicht als kurzes reinigendes Gewitter“ erwiesen. In Deutschland fand die Kapitalflucht während der anschließenden deutschen Bankenkrise ab Juni 1931 in großem Umfang statt und wurde mit einer Kapitalfluchtsteuer, Zahlungsmoratorium und Devisenbewirtschaftung bekämpft.
Die Kapitalflucht aus den Schuldnerländern ist ein wesentlicher Faktor der lateinamerikanischen Schuldenkrise ab August 1980. Die wirtschaftliche Lage (Hyperinflationsraten, negative Realzinsen, Überbewertung und Abwertungsverdacht der Inlandswährung) verschlechterte sich dramatisch. Insgesamt 25 Großschuldnerländer hatten zwischen 1970 und 1983 schätzungsweise 183 Mrd. US-Dollar, also 31 % der Nettokreditaufnahme, als Kapitalflucht zu verzeichnen.
Ob die Einführung der Quellensteuer/Zinsabschlagsteuer auf Kapitalerträge im Januar 1993 in Deutschland als Folge einer Kapitalflucht (überwiegend nach Luxemburg) eingeordnet werden kann, ist umstritten, zumal Renditegründe das Motiv waren. Die illegal unversteuert gebliebenen Kapitalerträge waren höher als die durch Zinsabschlagsteuer zu versteuernden.
Die Kapitalflucht aus Entwicklungsländern wurde 2008 auf bis zu 1 Mrd. US-Dollar jährlich beziffert. Im Vorfeld des Brexit fand seit Juni 2016 eine Kapitalflucht von schätzungsweise 2 Mrd. £ statt.

## Volkswirtschaftslehre
Kapitalflucht {\displaystyle Kf} wird anhand volkswirtschaftlicher Kennzahlen definiert als die Summe der Bruttokapitalimporte {\displaystyle KI_{b}} und des Leistungsbilanzdefizits {\displaystyle LBD}, abzüglich der Zunahme der Währungsreserven {\displaystyle W_{R}}:
{\displaystyle Kf=KI_{b}+LBD-W_{R}}.
Dabei ist {\displaystyle KI_{b}} definiert als Veränderungen der staatlichen und privaten Bruttoauslandsschulden zuzüglich der Netto-Direktinvestitionen des Auslands.

## Wirtschaftliche Aspekte
Kapitalflucht steht nicht im Zusammenhang mit dem durch Außenhandel ausgelösten internationalen Kapitalverkehr, vielmehr wird Kapital – unabhängig von Zins- und Kursüberlegungen – in ein anderes Land transferiert ohne die Absicht, es später wieder zurück zu transferieren.
Häufige Auslöser der Kapitalflucht waren Bankenkrisen, Finanzkrisen oder Wirtschaftskrisen.
Kapitalflucht führt zu allokativen und distributiven Verzerrungen im Staat, der unter Kapitalflucht leidet. Erstere äußern sich in höheren Volatilitäten der Wechselkurse und Kapitalmangel, letztere können sich in einer Verringerung der Steuerbasis zeigen. Die Währungsreserven sinken im Kapitalfluchtland, wenn das fliehende Kapital in Fremdwährung getauscht wird. Das fliehende Kapital führt zu inländischem Kapitalmangel, so dass Investitionen nicht mehr stattfinden können. Langfristig verschlechtert sich die Staatsverschuldung des von der Kapitalflucht betroffenen Landes; mit anderen Worten: die staatliche Neuverschuldung dient hauptsächlich der Finanzierung der Kapitalflucht. Die Kapitalflucht wird durch Globalisierung und organisierte Kriminalität begünstigt.

## Abgrenzung
Als „Hot money“ (deutsch „heißes Geld“) wird Kapital bezeichnet, das aus Spekulationsgründen auf den Geld- oder Devisenmärkten kurzfristig aus einem Land in ein anderes verlagert wird. Volkswirtschaftliche Bedeutung erzielen diese Gelder vor allem, wenn sie ebenso kurzfristig abgezogen werden und krisenverstärkend wirken können. Das dem „Hot Money“ innewohnende Spekulationsmotiv schließt eine Einordnung als Kapitalflucht aus.